# قره‌خضر، گوی‌چای
قره‌خضر، گوی‌چای (به ترکی آذربایجانی: Qaraxıdır) یک منطقهٔ مسکونی در جمهوری آذربایجان است که در شهرستان گوی‌چای واقع شده‌است. قره‌خضر ۱٬۴۳۵ نفر جمعیت دارد.